# Deiphobe infuscata
Deiphobe infuscata es una especie de mantis de la familia Mantidae.

## Distribución geográfica
Se encuentra en la India, Nepal y Sri Lanka.